# Camaricus rinkae
Camaricus rinkae is een spinnensoort uit de familie krabspinnen (Thomisidae).
De wetenschappelijke naam van de soort werd in 2005 gepubliceerd door Bijan Kumar Biswas & Rakhi Roy.